# Stanley Kubrick : Une vie en images
Pour plus de détails, voir Fiche technique et Distribution.
Stanley Kubrick : Une vie en images (Stanley Kubrick: A Life in Pictures) est un film documentaire américain, réalisé et produit par Jan Harlan, sorti en 2001. Il traite du célèbre cinéaste Stanley Kubrick, dont Jan Harlan a été l'assistant et le beau-frère. Il est découpé en chapitres de 15 minutes, chacun étant consacré à un des films de Kubrick, deux l'étant à sa jeunesse et à sa vie.

## Fiche technique
- Titre : Stanley Kubrick : Une vie en images
- Titre original : Stanley Kubrick: A Life in Pictures
- Réalisation : Jan Harlan
- Production : Jan Harlan, Warner Bros.
- Photographie : Manuel Harlan
- Montage : Melanie Viner-Cuneo
- Pays d'origine :  États-Unis
- Langue : anglais
- Genre : Documentaire
- Durée : 142 minutes

## Personnalités intervenant
- Tom Cruise : narrateur
- Ken Adam
- Brian Aldiss
- Woody Allen
- Steven Berkoff
- John Calley
- Milena Canonero
- Wendy Carlos
- Arthur C. Clarke
- Alex Cox
- Allen Daviau
- Keir Dullea
- Shelley Duvall
- James B. Harris
- Michael Herr
- Nicole Kidman
- Christiane Kubrick
- György Ligeti
- Paul Mazursky
- Malcolm McDowell
- Matthew Modine
- Jack Nicholson
- Alan Parker
- Sydney Pollack
- Richard Schickel
- Martin Scorsese
- Alexander Singer
- Steven Spielberg
- Douglas Trumbull
- Peter Ustinov
- Marie Windsor

### Images d'archives
- Stanley Kubrick
- Vivian Kubrick

## Récompenses et distinctions

### Nominations
- Saturn Award :
  - Saturn Award de la meilleure collection DVD [[34e cérémonie des Saturn Awards|2007]]
- DVD Exclusive Awards (en) :
  - Meilleur documentaire 2001
- Satellite Awards :
  - Satellite Award du meilleur film documentaire [[6e cérémonie des Satellite Awards|2002]]